# 祁濟時
祁濟時爵士，KCMG（英語：Sir Michael David Irving Gass，1916年4月24日—1983年2月27日），英國殖民地官員，1965年9月至1969年1月出任香港輔政司兼行政及立法兩局當然官守議員，1969年3月至1973年10月任英屬西太平洋高級專員。
祁濟時在1939年加入殖民地部，早年於西非黃金海岸政府供職，官至內政部常務次官。在1958年至1965年間，他調任英屬西太平洋高級專員公署布政司，此後出任香港輔政司。在輔政司任內，他與何禮文及姬達等港府官員應對六七暴動，並在1967年6月至9月期間暫代戴麟趾爵士署任港督一職，設法主持大局。在暴動期間，他對滋事的左派份子採取強硬態度，從而有效控制局勢，但也因此成為左派陣營口誅筆伐的主要攻擊對象之一。祁濟時在1969年卸任前夕獲英廷授予KCMG勳銜，以肯定他在任輔政司期間的表現。
祁濟時在1973年結束殖民地生涯，返回英國定居，晚年曾於1977年至1981年間出任森麻實郡議會議員，並熱心參與研究森麻實郡的地方歷史。祁濟時與妻子伊利沙伯·艾克蘭-胡德在1975年結婚，其妻也曾任郡議員，1998年至2015年出任森麻實郡郡尉。

## 生平

### 早年生涯
祁濟時在1916年4月24日生於英國多實郡韋勒姆（Wareham），父母分別名叫喬治·艾文·加斯（George Irving Gass，1883年－1947年）和諾拉·伊麗莎白·孟斯塔德（Norah Elizabeth Mustard，1887年－1945年）。祁濟時是家中五名兄弟姊妹中的長子，其餘四名弟妹分別是布莉吉特·艾文·加斯（Bridget Irving Gass，1917年－2009年）、梅里·艾文·加斯（Murray Irving Gass，1922年－1942年）、伊恩·艾文·加斯（Ian Irving Gass，1922年－1991年）和E·N·I·加斯（E. N. I. Gass，1928年－）。
雖然生於多實郡，但祁濟時自幼已隨家人遷回森麻實郡格拉斯頓伯里（Glastonbury）附近原本居住的小鎮百利沃頓（Butleigh Wotton）。他早年入讀當地位於布魯頓（Bruton）的英皇學校，畢業後考入牛津大學基督教堂學院，1937年獲得文學士學位後，再入讀劍橋大學皇后學院，並於1938年獲得文學士學位畢業。祁濟時後來又獲得基督教堂學院頒授文學碩士學位。

### 殖民地生涯

#### 西非及西太平洋
大學畢業後，祁濟時旋於1939年加入殖民地部從事政務工作，同年7月獲派往西非殖民地黃金海岸出任助理民政專員，是戰前最後一批派到當地的官學生。可是，第二次世界大戰在同年9月爆發後，他隨即應募入伍，服役於皇家西非前線部隊（RWAFF）轄下的黃金海岸軍團第三營。在二戰期間，他曾獲派到東非肯雅等地和緬甸各處作戰，因表現英勇而獲兩度傳令褒獎，一直到1945年二戰完結後，他才以陸軍少校身份從軍中退役。
在1945年，祁濟時返回黃金海岸的殖民地政府出任民政專員，並一度在1946年被借調到勞工處徙置科，參與戰後的重建工作。在1951年，他獲擢升為二級政務官兼輔政司署高級助理秘書，並在1953年進一步晉升為一級政務官，同時出任阿散蒂地區的助理區域理民官。祁濟時在1956年被調回殖民地首府阿克拉，出任內政部常務次官。黃金海岸在1957年宣佈獨立為英聯邦王國，並更名為加納後，他留任常務次官一職至1958年，而加納則在1960年更迭國體，成為共和國。
祁濟時在1958年調往西太平洋地區，擔任英屬西太平洋高級專員公署布政司，並在英屬所羅門群島的首府霍尼亞拉辦公。在任內，他曾於1959年、1961年、1963年和1964年多次署任西太平洋高級專員一職，曾與他共事的還包括在1961年至1964年間出任高級專員的戴麟趾爵士。在1960年的英女皇壽辰授勳名單中，英廷向他頒授CMG勳銜，以表揚他多年來在海外擔任公職所作的貢獻。

#### 香港輔政司

##### 局勢日益動盪
在1965年3月，英政府宣佈委任祁濟時接替退休的戴斯德出任香港輔政司兼行政立法兩局當然官守議員。與西太平洋高級專員公署供職的時候一樣，他的港督上司正好也是剛於1964年4月才上任的戴麟趾爵士。祁濟時同年5月在香港作短暫逗留後，於9月正式上任。與戴斯德不同，祁濟時長年在西非供職，未曾出仕香港，只曾在1960年訪港旅遊，因此被市政局民選議員葉錫恩等人質疑他對香港缺乏認識，政府內部對其空降也有微言。雖然如此，他很快就融入香港的社交圈子，並掌握和了解香港各方面的事務。
應對連串暴動是祁濟時在輔政司任內最大的考驗。在1966年，中國大陸爆發文化大革命，使位處中國邊陲的香港也變得日益動盪不穩。就在他上任後不久，九龍地區在1966年4月因為天星小輪頭等收費上調五仙至港幣兩毫半而發生暴動，期間港府一度宣佈實施宵禁。暴動過後，港府雖然發表報告承認香港警隊的貪污問題是暴動成因之一，但葉錫恩仍批評祁濟時不了解問題嚴重性，也「不願意傾聽可以了解真相的事情」。不過，祁濟時事後公開反駁葉錫恩的言論，他強調警隊貪污問題只局限於初級警務人員，認為問題並不如想像般嚴重。

##### 應對六七暴動
繼天星小輪加價事件後，香港在1967年5月再因為東九龍新蒲崗一家塑膠花廠發生勞資糾紛而引發工潮，工潮在左派的介入和「文革」風潮席捲香港的情況下，更演變成為持續大半年的六七暴動。從5月6日起，發動工潮的工人開始與警方發生零聲衝突，局勢更隨著加入人數不斷上升而惡化，迫使港府在5月11日宣佈東九龍實施宵禁。在5月16日，左派團體成立「港九各界同胞反對港英迫害鬥爭委員會」（簡稱「鬥委會」），以「反英抗暴」為號召挑戰殖民地政府，對殖民地政府的管治構成威脅。
面對左派暴動，祁濟時採取強硬姿態應對，在5月17日的立法局會議上，他強調「港府決心維持秩序」，並表示已責成勞工處長化解引起暴動的勞資糾紛。可是，騷亂此後仍然持續，在5月下旬進一步蔓延至香港島的中環等地，港督府外更淪為左派張貼大字報的地方。為免局勢失控，港府隨後派出防暴警察拘捕滋事者，以及一度對香港島實施宵禁。港府復於5月24日引用《緊急情況規例條例》頒布緊急規例，禁止公眾進行煽動性的廣播和集會，隨後又於6月1日起禁止公眾張貼煽動性的標語。在5月31日，祁濟時再次於立法局內發言譴責暴動，他形容連串暴動是「少數人使用卑鄙的恐嚇和暴力威脅所造成」，同時重申港府「決心竭盡全力制止這種恐嚇和暴力」，表明不會退讓。

祁濟時（右一）在1967年6月底於輔政司署宣誓就任護督，在場還有監誓人首席按察司何瑾爵士（右三）、駐港英軍司令陸軍中將華智禮爵士（左一）、署理華民政務司徐家祥（左二）及行政局秘書卞樂志（右二）等。

可是踏入6月份，左派團體不單發起示威和暴動，還策劃各行各業的罷工和罷課，使到市民的日常生活大受影響。在這個時候，港督戴麟趾爵士卻在6月25日因病與家人返回英國休假，祁濟時遂出任護督一職，設法主持大局。除他以外，華民政務司何禮文也獲任命為署理輔政司，而防衛司兼港督特別助理姬達則獲任命為增設的副輔政司（特別職務），祁濟時、何禮文和姬達三人遂成為港府應對左派暴動的核心決策人物。當時英政府及港府內部一度討論英國應否放棄香港，但幾經何禮文等人在行政局內陳情，才促使英政府決定繼續留守。
祁濟時接手主持大局後負責領導行政立法兩局，處理過不少危機。在7月8日，中港邊境發生沙頭角槍戰，中國民兵突襲駐守邊防的香港警察，造成五名警務人員殉職。事件發生以後，祁濟時除了向死傷者家屬致以慰問外，又宣佈對沙頭角短暫實施宵禁，和改由駐港英軍派駐踞喀兵駐守沙頭角邊境一帶，在8月11日，港府還決定關閉中港邊境。雖然沙頭角槍戰使中港關係一度陷入緊張狀態，但祁濟時在致英聯邦部（Commonwealth Office）的內部函件中認為，事件主要由一些受中共地方政府支持的民兵發動，只屬於個別事件，相信與北京方面的中共領導層無關。
另一項使港府大為頭痛的危機，是左派份子由1967年7月開始在全港各處放置土製炸彈，他們除了針對政府合署及政府辦公處發動襲擊外，尋常的街道，以至服務中的公共交通工具亦遭到襲擊。左派份子放置土製炸彈的行動一直到同年12月才告中止，期間他們在全港一共放置了8,074枚真假炸彈，當中1,167枚屬真正炸彈。這些土製炸彈除了使警務人員疲於奔命外，部份人更因此殉職，而不少普通市民也無辜成為受襲對象，使到左派暴動進一步失去民心。面對土製炸彈的威脅，祁濟時沒有妥協，並且出動警隊高調搜查左派份子各處據點，以及大舉搜捕左派滋事份子，當中包括在8月4日向訪港英軍航空母艦借用直昇機，攻入左派份子在北角僑冠大廈的陣地。在緊急法例生效下，部份參與策劃暴動的人士更被遞解出境。
祁濟時認為，港府雖然大舉搜捕左派滋事份子，但從北京方面「出奇地溫和」（suprisingly mild）的反應推測，他結論中方無意派解放軍揮軍香港，意味港府可以放心鎮壓左派暴動。此外，在與英聯邦部的內部書信往來中，祁濟時批評香港的左派報章在暴動期間煽動輿論情緒、報導虛假新聞和多次惡意中傷港府，但考慮到《大公報》、《文匯報》和《新晚報》等主流左派報章由中方控制，因此他向英政府建議港府先向一些獨立的左派報章採取行動，以收阻嚇作用。不過，在同一時期發生的「格雷事件」中，香港法院在7月19日以煽動暴亂罪名判處新華社記者薛平入獄兩年的行動，卻直接導致中方在7月21日拘禁路透社駐北京的英籍記者安東尼·格雷（Anthony Grey），反映中方也有採取報復行動的可能。雖然如此，儘管英政府內部同樣擔心對付左派報章可能會觸怒中方，但祁濟時的建議仍舊在8月4日獲得英聯邦部的正式批准。
在得到英政府支持下，祁濟時在8月9日出動警方搜查多間左派報館，並拘捕《香港夜報》社長胡棣周、《田豐日報》社長潘懷偉、《田豐日報》督印人陳豔娟、南昌印務公司董事長李少雄和南昌印務公司經理翟暖暉合共五人，而《香港夜報》、《田豐日報》和《新午報》三家獨立左派報章隨後於8月17日被勒令停刊。祁濟時查封左派報館的行動成為後來「火燒英國代辦處事件」的主要導火線之一，事件中，為了報復「港英瘋狂迫害香港愛國新聞事業」，大批紅衛兵在8月22日包圍位於北京的英國駐華代辦處，召開「聲討英帝反華罪行大會」，至晚上時份更以武力衝入代辦處，縱火焚燒大樓和停泊的汽車。駐華代辦霍普森爵士（Sir Donald Hopson）和參贊兼辦事處主管柯利達等使館職員和家屬遭群眾毆傷，事後還被中方軟禁。
由於祁濟時在六七暴動期間指揮港府強硬對付左派份子，因此他一時成為左派陣營口誅筆伐的主要攻擊目標之一。以「鬥委會」為首的左派陣營曾經在坊間派發單張，列舉祁濟時的「十大罪狀」，當中包括「把香港變成侵越反華基地」、「遏制毛澤東思想傳播」和「迫害愛國新聞工作者」等等；此外又在全港鬧市張貼街招，表示要向祁濟時發出「通緝令」，要求他認錯道歉，並警告他「當心問絞」，而部份激進的滋事份子更在市區放置棺材造型的土製炸彈，揚言要把棺材送給祁濟時使用。
這些針對港府和祁濟時的行動雖然廣為香港的左派報章報導和宣傳，但隨著港府強硬對付和搜捕左派滋事份子，再加上左派的激進行動和中國大陸的「文革風潮」為主流報章和輿論所猛烈抨擊，暴動並不獲普遍香港市民支持，而香港局勢在9月以後也終於逐漸得到港府有效的控制。在9月24日，港督戴麟趾返港回任，在動盪時期領導港府前後三個月的祁濟時遂在9月27日離港休假，一直到1968年1月26日才結束休假返港。在展開休假前，祁濟時在1967年9月8日依據《緊急法》頒布《緊急情況（煙花爆竹）規例》，從坊間回收大量煙花爆竹，並禁止市民私自管有和燃放煙花爆竹，以防這類物品落入左派陣營用以製作土製炸彈。
就在祁濟時展開休假後不久，鑑於香港的左派暴動缺乏市民支持，再加上中國大陸的「文革風潮」愈演愈烈，為免出現反效果，中華人民共和國國務院總理周恩來在1967年12月向香港的左派陣營下達命令停止「反英抗暴」，擾攘香港近七個月的六七暴動才告全面平息。

##### 暴動平息以後
汲取六七暴動的經歷，祁濟時在1968年提出興建大欖女子監獄和專門收押男性犯人的壁屋監獄及懲教所，以強化監獄系統，兩所監獄後來分別於1969年和1975年落成啟用。此外，考慮到青少年向心力不足是部份青少年參與暴動的原因，祁濟時與警務處處長伊達善等人在1968年研究設立類似英國三軍招募少年入伍受訓的計劃，為合適的青少年提供公民及紀律訓練，同時為他們安排社交和康樂活動，從而避免青少年誤入歧途。在祁濟時等人的構想下，港府復於1973年正式成立皇家香港警察少年訓練學校，專門為15至17歲的少年提供升讀傳統中學以外，另一個以專業訓練為核心的升學途徑。警察少年訓練學校一辦17年，至1990年才告停辦。
祁濟時也有份審視香港地鐵的興建計劃。早於1966年2月，港府已委託英國的費爾文霍士顧問工程公司（Freeman, Fox, Wilbur Smith & Associates）就發展集體運輸系統進行研究，顧問公司復於1967年9月發表《香港集體運輸研究報告書》，草擬了地下鐵路的興建藍圖，有關報告書其後由祁濟時於1968年2月送交立法局審議。雖然港府當時的工務司鄔勵德曾表示希望可以在1968年底為香港地鐵的興建作最後決定，惟建造方案一再修訂，使工程多次延遲。一直到祁濟時卸任後多年，港府才在港督麥理浩爵士主持下，於1972年成立地下鐵路臨時管理局，而首條地下鐵路要到1975年11月才正式動工興建。
祁濟時的其他工作還包括在1968年5月出任1970年世界博覽會香港館總監，負責為暴動過後的香港向外資推廣經貿商機。這次博覽會是香港自六七暴動以來首次參與的世界博覽會，但是到博覽會於1970年在日本大阪正式開幕的時候，祁濟時已經卸任。
在1968年10月，港府宣佈祁濟時即將卸任輔政司，同時宣佈他會出任英屬西太平洋高級專員。祁濟時在1969年1月26日正式卸任，結束前三年多的輔政司生涯。在卸任當日，他從皇后碼頭乘座「慕蓮夫人號」橫渡維多利亞港，隨後在九龍的啟德機場登岸，再乘搭英國航空班機返回英國，並在登機前獲各界人士在場送別。他在臨行前又接受記者訪問，表示「對香港前途深具信心」，相信香港的「工商業將會繼續繁榮」。
除了在六七暴動期間，祁濟時也曾經在1966年6月29日至8月28日、1968年4月24日至5月17日、以及同年10月15日至12月15日出任護督，代理港督的職務。在出任西太平洋高級專員前夕，為表揚和肯定祁濟時在香港輔政司任內的貢獻，英廷在1969年元旦授勳名單中宣佈向他頒授KCMG勳銜，成為爵士。至於祁濟時遺下的空缺，則由塞舌爾群島總督羅樂民爵士接替。

#### 西太平洋高級專員
在英國作短暫逗留後，祁濟時在1969年3月重返英屬所羅門群島首府霍尼亞拉，正式就任英屬西太平洋高級專員。在任內，他負責在動盪的局勢下推動政制改革，並參考倫敦郡議會的運作模式，於1970年為所羅門群島引入新的憲法。在新憲法下，當地設立一個全新的管治議會（Governing Council）以取代原有的行政局和立法局，而透過新的委員會制度，所有管治議會議員都可以兼任議會轄下的五個委員會委員，從而參與政策的制定。然而，由於輿論認為新的憲制並不符合當地需要，結果他在1973年卸任後的翌年，當地再引入新的憲法，以更為普及的西敏式部長制取代原有的委員會制。
此外，祁濟時也積極推動英屬西太平洋領地的解體，在1971年，吉爾伯特及埃里斯群島（Gilbert and Ellice Islands）不再受高級專員管轄，改為直屬於英國外交部，為吉爾伯特及埃里斯群島連同領地內的廣東及安德貝利群島（Canton and Enderbury Islands）和新赫布里底（New Hebrides）等地，在日後獨立為基里巴斯、圖瓦盧和瓦努阿圖鋪路。
值得一提的是，祁濟時不單在任內拜訪各大群島，更是最後一位堅持造訪官邸的賓客必須身穿晚禮服的高級專員。有趣的是，由於當地並不流行穿晚禮服，因此他曾經打趣地表示，每次在官邸出席不同的場合時，總會發現男賓客身穿的晚禮服外套都十分眼熟，估計當地僅有的幾件外套都在訪客之間流轉借用。

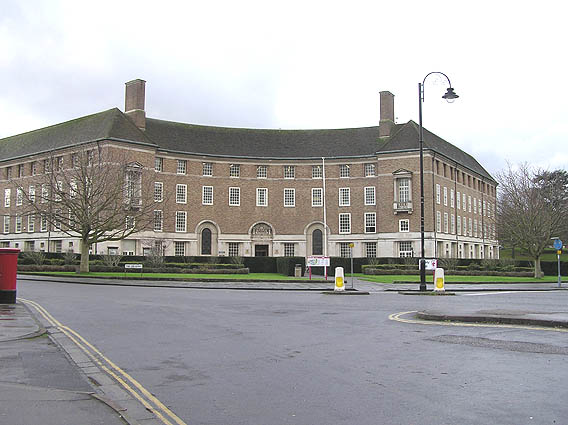
森麻實郡議會

### 晚年生涯
雖然身在西太平洋，但祁濟時任內仍不時被香港輿論提及，特別是被輿論盛傳與羅樂民爵士一樣是港督戴麟趾爵士的熱門繼任人選。有關傳聞在祁濟時於1970年12月休假訪港的時候更為塵囂甚上，及至1971年，英政府公佈外交官出身的麥理浩爵士將接任港督後，有關傳聞才得以平息。祁濟時在1973年9月卸任高級專員一職，展開退休生活，並由香港民政司陸鼎堂接任。在卸任返英途中，他選擇再一次路經香港，與各界友好聚舊。
祁濟時返英後定居於森麻實郡橋水鎮（Bridgewater），後於1977年至1981年間當選為森麻實郡議會議員。晚年的祁濟時熱心參與研究森麻實郡的地方歷史，在郡議員任內曾於1978年至1981年間身兼郡議會的圖書館、博物館及紀錄委員會主席，另外也曾參與森麻實郡考古及自然歷史學會的工作。祁濟時在1983年2月27日於森麻實郡猝死，終年66歲。

## 個人生活
在殖民地供職多年的祁濟時一直未婚，至退休後的1975年，才以59歲之齡在森麻實郡迎娶比他年輕24歲的伊利沙伯·艾克蘭-胡德（Elizabeth Acland-Hood，1940年3月2日－）為妻，夫婦倆膝下並無子女。祁濟時爵士夫人系出名門，是森麻實郡的世家氏族，其任職大律師的父親約翰·艾克蘭-胡德閣下（Hon. John Acland-Hood，1906年2月11日－1964年11月2日），是前任財政部政務次官聖奧德理斯勳爵（Lord St Audries，1853年9月26日－1917年6月4日）的幼子。
祁濟時爵士夫人的娘家在森麻實郡具深厚的政治勢力，其艾克蘭-胡德家族在19世紀一直控制著當地西森麻實選區的下議院議席。祁濟時除了曾任郡議員外，他的妻子也曾在1985年至1997年間出任森麻實郡議會議員，及後更於1994年出任郡督、1995年出任副郡尉、1996年受封太平紳士、以及由1998年至2015年出任森麻實郡郡尉。
在個人興趣方面，祁濟時愛好園藝、蘭花和攝影，並把不少以叢林和蘭花為題材的攝影作品製成聖誕卡寄贈親友。祁濟時對鳥類學和關注森麻實郡的地方歷史也有相當的興趣，他生前也是倫敦東印度會和香港會的會員。

## 榮譽

### 殊勳
- C.M.G. （1960年英女皇壽辰授勳名單[10]）
- J.P. （1965年，官守[51]）
- K.C.M.G. （1969年元旦授勳名單[63]）

### 頭銜
- 祁濟時 （M. D. I. Gass，1916年4月24日－1960年6月）
- 祁濟時，CMG （M. D. I. Gass, CMG，1960年6月－1965年）
- 祁濟時，CMG，JP （M. D. I. Gass, CMG, JP，1965年－1969年1月）
- 祁濟時爵士，KCMG，JP （Sir Michael Gass, KCMG, JP，1969年1月1日－1969年1月26日）
- 祁濟時爵士，KCMG （Sir Michael Gass, KCMG，1969年1月26日－1983年2月27日）

## 注腳
1. 1 2 3 4 5 6 7 8  Who Was Who. London: A & C Black, 1996.
2. 1 2 3 4 5  Pacific Islands Year Book and Who's Who, Vol. 10. Pacific Publications, 1968.
3. ↑  "BUTLEIGH PEOPLE - G", butleigh.org, retrieved on 2 December 2011.
4. ↑  Kelly's Handbook to the Titled, Landed and Official Classes, Vol. 95. Kelly's Directories, 1969.
5. 1 2 3  〈新任輔政司祁濟時下月三日抵港履新〉，《工商日報》第四頁，1965年8月29日。
6. ↑  Eminent Alumni, Queens' College Cambridge, retrieved on 2 December 2011.
7. 1 2 3 4 5 6 7 8 9  "An Honourable Man Leaves Us", South China Morning Post, 4 March 1983, p. 16.
8. ↑  The Colonial Office List. Great Britain: Colonial Office, 1951.
9. ↑  The Colonial Office List. Great Britain: Colonial Office, 1965.
10. 1 2  "Supplement to Issue 42051", London Gazette, 3 June 1960, p.4.
11. ↑  〈新輔政司祁濟時九月抵港履新〉，《工商日報》第四頁，1965年3月27日。
12. ↑  〈新任輔政司祁濟時明日抵港轉英渡假〉，《工商日報》第四頁，1965年5月6日。
13. ↑  〈輔政司祁濟時由英抵港履新〉，《工商日報》第四頁，1965年9月4日。
14. ↑  〈新任本港輔政司祁濟時過港〉，《工商日報》第五頁，1965年5月8日。
15. 1 2 3  Welsh, Frank, A History of Hong Kong. London: HarperCollins Publishers, 1993.
16. 1 2 3 4 5  《文化大革命志補卷一：赤禍香港》，延陵科學綜合室，造訪於2011年12月2日。
17. 1 2 3 4 5 6 7 8  〈六七暴動40周年回顧：走過香港文革的歲月〉，《蘋果日報》，2007年5月6日。
18. ↑  〈立法局會議席上，輔政司祁濟時表示政府決心維持秩序〉，《工商日報》第四頁，1967年5月18日。
19. 1 2 3  梁可欣編，《最後六任港督的聲音》，香港：商務印書館，2010年。
20. ↑  . 大公報. 1967-06-01: 4  [2020-08-25]. （原始内容存档于2020-08-25）.
21. 1 2  OFFICIAL REPORT OF PROCEEDINGS. Hong Kong: Hong Kong Legislative Council, 22 January 1969.
22. ↑  〈何禮文爵士在希病逝〉，《工商日報》第八頁，1981年6月16日。
23. ↑  〈港督戴麟趾爵士本周日返英渡假〉，《工商日報》第四頁，1967年6月22日。
24. ↑  〈流言：英國放棄香港〉，《蘋果日報》，2007年5月6日。
25. ↑  楊懷康，〈港英奮力捍公眾利益〉，《壹周刊》，2005年9月22日。
26. 1 2  〈護督祁濟時慰問死傷警員之家屬〉，《工商日報》第四頁，1967年7月9日。
27. 1 2 3 4  Cheung, Gary Ka-wai, Hong Kong's Watershed: The 1967 Riots. Hong Kong University Press, 2009.
28. ↑  〈六七年暴動小辭典〉，《蘋果日報》，2007年5月6日。
29. ↑  〈老政協：不要做思想奴隸〉，《蘋果日報》，2007年5月6日。
30. ↑  〈文革極左：武裝「解放」香港、火燒英國代辦處〉，《網易新聞》，2008年12月11日。
31. ↑  唐英，〈英前官員憶文革噩夢：火燒英國代辦處〉，《大紀元時報》，2006年8月26日。
32. ↑  "Sir Percy Cradock: Ambassador to China, 1978-83", The Times, 29 January 2010.
33. ↑  ，《大公報》第四版，1967年8月21日。
34. ↑  . 大公報. 1967-08-21: 4  [2020-08-25]. （原始内容存档于2020-08-25）.
35. ↑  . 大公報. 1967-08-10: 1  [2020-08-25]. （原始内容存档于2020-08-25）.
36. ↑  〈廣貼港英機構及通衢大道牆上，同胞昨發出通緝令，殺人犯祁濟時、伊達善和漢奸走狗徐家祥、李福樹、彭富華均在被通緝之列〉，《大公報》第四版，1967年8月15日。
37. ↑  〈香港六愛國新聞單位代表，昨到「總督府」提嚴重抗議〉，《大公報》第五版，1967年7月13日。
38. ↑  〈閩各界鬥委會聲明，斥港英迫害許自朗〉，《大公報》第六版，1967年7月13日。
39. ↑  〈九龍有棺材仔贈給祁濟時〉，《大公報》第四版，1967年8月15日。
40. ↑  〈輔政司祁濟時明日返英渡假〉，《工商日報》第四頁，1967年9月26日。
41. ↑  〈港英竟要續禁爆竹〉，《大公報》第四版，1968年8月24日。
42. ↑  〈黑獄醜聞被揭露，祁濟時出頭打氣，並說要建兩座新監獄〉，《工商日報》第五頁，1968年12月14日。
43. 1 2  〈祁濟時已公開表示，擬設警察少年組織〉，《大公報》第五版，1968年3月30日。
44. ↑  Wilding, Paul, Huque, Ahmed Shafiqul and Tao Lai, Julia Po-wah, Social Policy in Hong Kong. E. Elgar, 1997.
45. ↑  〈港英侈談地下鐵路，要十七年才能建成〉，《大公報》第四版，1968年2月15日。
46. ↑  〈工務司鄔勵德表示，興建地下鐵路年底將可決定〉，《工商日報》第五頁，1968年2月18日。
47. 1 2  〈祁濟時被委任大阪博覽會香港館總監〉，《工商日報》第四頁，1968年5月20日。
48. ↑  〈祁濟時明年將調任西太平洋高級專員，輔政司遺缺人選仍未定〉，《工商日報》第四頁，1968年10月6日。
49. ↑  〈卸任輔政司祁濟時臨別贈言，對香港前途深具信心，工商各業將繼續繁榮〉，《工商日報》第五頁，1969年1月27日。
50. ↑  Hong Kong [66/67/68], Hong Kong: Hong Kong Government Press, 1967-1969 (Various years).
51. 1 2 3  〈英女皇元旦授勳〉，《工商日報》第四頁，1969年1月1日。
52. ↑  "British Western Pacific Territories", World Statesmen.org, retrieved on 2 December 2011.
53. ↑  〈港督繼任人選，羅樂民爵士呼聲高〉，《工商日報》第四頁，1969年10月19日。
54. ↑  〈祁濟時有可能任港督〉，《華僑日報》第二張第一頁，1970年9月13日。
55. ↑  〈祁濟時爵士訪港〉，《華僑日報》第二張第一頁，1970年12月10日。
56. ↑  〈英西太平洋專員祁濟時爵士抵港〉，《華僑日報》第二張第一頁，1973年10月1日。
57. ↑  Dunning, R. W., The Victoria History of the County of Somerset, Volume 5. Constable, 1985.
58. ↑  Somerset Archaeology and Natural History: The Proceedings of the Somersetshire Archaeological and Natural History Society, Volumes 126-128. Somersetshire Archaeological and Natural History Society, 1983.
59. ↑  〈前輔政司祁濟時上周在英國逝世〉，《工商日報》第八頁，1983年2月28日。
60. ↑  "My blood relatives and their respective spouses Robert Hay Ferguson Wilson", RootsWeb's WorldConnect Project, 23 January 2011.
61. ↑  Woods, Michael, Contesting Rurality: Politics in the British Countryside. Ashgate Publishing, Ltd., 2005.
62. ↑  "GASS, Elizabeth Periam Acland Hood, (Lady Gass)", Who's Who 2011. London: A & C Black, 2011.
63. ↑  "Supplement to Issue 44740", London Gazette, 20 December 1968, p.4.

### 中文資料
- 〈新輔政司祁濟時九月抵港履新〉，《工商日報》第四頁，1965年3月27日。
- 〈新任輔政司祁濟時明日抵港轉英渡假〉，《工商日報》第四頁，1965年5月6日。
- 〈新任本港輔政司祁濟時過港〉，《工商日報》第五頁，1965年5月8日。
- 〈新任輔政司祁濟時下月三日抵港履新〉，《工商日報》第四頁，1965年8月29日。
- 〈輔政司祁濟時由英抵港履新〉，《工商日報》第四頁，1965年9月4日。
- 〈立法局會議席上，輔政司祁濟時表示政府決心維持秩序〉，《工商日報》第四頁，1967年5月18日。
- 〈祁濟時兇相畢露，暗示要搞新鎮壓〉，《大公報》第四版，1967年6月1日。網上版本（页面存档备份，存于）
- 〈港督戴麟趾爵士本周日返英渡假〉，《工商日報》第四頁，1967年6月22日。
- 〈護督祁濟時慰問死傷警員之家屬〉，《工商日報》第四頁，1967年7月9日。
- 〈香港六愛國新聞單位代表，昨到「總督府」提嚴重抗議〉，《大公報》第五版，1967年7月13日。
- 〈閩各界鬥委會聲明，斥港英迫害許自朗〉，《大公報》第六版，1967年7月13日。
- 〈港英對愛國新聞界加緊大迫害，鬥委會警告祁濟時等當心問絞〉，《大公報》第一版，1967年8月10日。網上版本（页面存档备份，存于）
- 〈廣貼港英機構及通衢大道牆上，同胞昨發出通緝令，殺人犯祁濟時、伊達善和漢奸走狗徐家祥、李福樹、彭富華均在被通緝之列〉，《大公報》第四版，1967年8月15日。
- 〈九龍有棺材仔贈給祁濟時〉，《大公報》第四版，1967年8月15日。
- 〈「香港戰報」首期出版，歷數祁濟時十大罪〉，《大公報》第四版，1967年8月21日。
- 〈輔政司祁濟時明日返英渡假〉，《工商日報》第四頁，1967年9月26日。
- 〈港英侈談地下鐵路，要十七年才能建成〉，《大公報》第四版，1968年2月15日。
- 〈工務司鄔勵德表示，興建地下鐵路年底將可決定〉，《工商日報》第五頁，1968年2月18日。
- 〈祁濟時已公開表示，擬設警察少年組織〉，《大公報》第五版，1968年3月30日。
- 〈祁濟時被委任大阪博覽會香港館總監〉，《工商日報》第四頁，1968年5月20日。
- 〈港英竟要續禁爆竹〉，《大公報》第四版，1968年8月24日。
- 〈祁濟時明年將調任西太平洋高級專員，輔政司遺缺人選仍未定〉，《工商日報》第四頁，1968年10月6日。
- 〈黑獄醜聞被揭露，祁濟時出頭打氣，並說要建兩座新監獄〉，《工商日報》第五頁，1968年12月14日。
- 〈英女皇元旦授勳〉，《工商日報》第四頁，1969年1月1日。
- 〈卸任輔政司祁濟時臨別贈言，對香港前途深具信心，工商各業將繼續繁榮〉，《工商日報》第五頁，1969年1月27日。
- 〈港督繼任人選，羅樂民爵士呼聲高〉，《工商日報》第四頁，1969年10月19日。
- 〈祁濟時有可能任港督〉，《華僑日報》第二張第一頁，1970年9月13日。
- 〈祁濟時爵士訪港〉，《華僑日報》第二張第一頁，1970年12月10日。
- 〈英西太平洋專員祁濟時爵士抵港〉，《華僑日報》第二張第一頁，1973年10月1日。
- 〈何禮文爵士在希病逝〉，《工商日報》第八頁，1981年6月16日。
- 〈前輔政司祁濟時上周在英國逝世〉，《工商日報》第八頁，1983年2月28日。
- 楊懷康，〈港英奮力捍公眾利益〉，《壹周刊》，2005年9月22日。
- 唐英，〈英前官員憶文革噩夢：火燒英國代辦處〉，《大紀元時報》，2006年8月26日。網上版本（页面存档备份，存于）
- 〈六七暴動40周年回顧：走過香港文革的歲月〉，《蘋果日報》，2007年5月6日。網上版本
- 〈六七年暴動小辭典〉，《蘋果日報》，2007年5月6日。網上版本
- 〈老政協：不要做思想奴隸〉，《蘋果日報》，2007年5月6日。網上版本
- 〈流言：英國放棄香港〉，《蘋果日報》，2007年5月6日。網上版本
- 〈文革極左：武裝「解放」香港、火燒英國代辦處〉，《網易新聞》，2008年12月11日。網頁（页面存档备份，存于）
- 梁可欣編，《最後六任港督的聲音》，香港：商務印書館，2010年。
- 《文化大革命志補卷一：赤禍香港》，延陵科學綜合室，造訪於2011年12月2日。網頁

### 英文資料
- The Colonial Office List. Great Britain: Colonial Office, 1951.
- The Colonial Office List. Great Britain: Colonial Office, 1965.
- Hong Kong [66/67/68], Hong Kong: Hong Kong Government Press, 1967-1969 (Various years).
- Pacific Islands Year Book and Who's Who, Vol. 10. Pacific Publications, 1968.
- OFFICIAL REPORT OF PROCEEDINGS. Hong Kong: Hong Kong Legislative Council, 22 January 1969. 網上版本（页面存档备份，存于）
- Kelly's Handbook to the Titled, Landed and Official Classes, Vol. 95. Kelly's Directories, 1969.
- "An Honourable Man Leaves Us", South China Morning Post, 4 March 1983, p. 16.
- Somerset Archaeology and Natural History: The Proceedings of the Somersetshire Archaeological and Natural History Society, Volumes 126-128. Somersetshire Archaeological and Natural History Society, 1983.
- Dunning, R. W., The Victoria History of the County of Somerset, Volume 5. Constable, 1985. 網上版本（页面存档备份，存于）
- Welsh, Frank, A History of Hong Kong. London: HarperCollins Publishers, 1993.
- Who Was Who. London: A & C Black, 1996.
- Wilding, Paul, Huque, Ahmed Shafiqul and Tao Lai, Julia Po-wah, Social Policy in Hong Kong. E. Elgar, 1997.
- Woods, Michael, Contesting Rurality: Politics in the British Countryside. Ashgate Publishing, Ltd., 2005. 網上版本
- Cheung, Gary Ka-wai, Hong Kong's Watershed: The 1967 Riots. Hong Kong University Press, 2009. 網上版本
- "Sir Percy Cradock: Ambassador to China, 1978-83", The Times, 29 January 2010. 網上版本[]
- "My blood relatives and their respective spouses Robert Hay Ferguson Wilson", RootsWeb's WorldConnect Project, 23 January 2011. 網頁（页面存档备份，存于）
- "GASS, Elizabeth Periam Acland Hood, (Lady Gass)", Who's Who 2011. London: A & C Black, 2011.
- "British Western Pacific Territories", World Statesmen.org, retrieved on 2 December 2011. 網頁（页面存档备份，存于）
- Eminent Alumni, Queens' College Cambridge, retrieved on 2 December 2011. 網頁
- "BUTLEIGH PEOPLE - G", butleigh.org, retrieved on 2 December 2011. 網頁

## 外部連結
- 《香江五十年憶往》(二)（页面存档备份，存于），金堯如
- Stogursey Manors, Victoria County History（英文）

| 政府职务                 | 政府职务                                                                                               | 政府职务                  |
| ------------------------ | --- | ------------------------- |
| 前任： 韓美洵（署理）    | 香港輔政司 1965年9月-1969年1月                                                                         | 繼任： 韓美洵（署理）     |
| 前任： 戴麟趾爵士        | 署理香港總督 1966年6月29日-8月28日 1967年6月25日-9月24日 1968年4月24日-5月17日 1968年10月15日-12月15日 | 繼任： 戴麟趾爵士         |
| 前任： 羅伯特·福士特爵士 | 英屬西太平洋高級專員 1969年3月-1973年9月                                                               | 繼任： 陸鼎堂             |
| 官衔                     | |                           |
| 前任： 喬治·溫德姆       | 森麻實郡議會圖書館、博物館及 紀錄委員會主席 1978年-1981年                                              | 繼任： D·S·普里特約翰夫人 |